# Дівнинська сільська рада
| Дівнинська сільська рада — колишній орган місцевого самоврядування у Приазовському районі Запорізької області з адміністративним центром у с. Дівнинське. Історична дата утворення: в 1943 році. Водоймища на території, підпорядкованій даній раді: р. Акчокрак. Сільській раді були підпорядковані населені пункти: - с. Дівнинське |

## Склад ради
Рада складалася з 12 депутатів та голови.

### Керівний склад ради
| ПІБ                    | Основні відомості                                            | Дата обрання | Дата звільнення |
| ---------------------- | ------------------------------------------------------------ | ------------ | --------------- |
| Сивун Сергій Семенович | Сільський голова, 1957 року народження, освіта, безпартійний | 26.03.2006   | 31.10.2010      |

Примітка: таблиця складена за даними джерела